# Friedrichsbau (Stuttgart)
Das Friedrichsbau Varieté ist ein deutsches Varietétheater. Es befindet sich auf dem Pragsattel in Stuttgart-Nord gegenüber dem Theaterhaus Stuttgart.

## Architektur
Der ursprüngliche Friedrichsbau wurde als Jugendstil-Gebäude im Jahr 1898 errichtet. Neben Büros beherbergte er im 1. Stock einen 800 Personen fassenden Theatersaal. 1943 erlitt das Gebäude schwere Kriegsschäden. Nach dem alliierten Bombenangriff in der Nacht vom 25. auf den 26. Juli 1944 brannte der Friedrichsbau komplett aus. 1955 wurde der alte Friedrichsbau endgültig zugunsten einer Verbreiterung der Friedrichstraße abgerissen.
1993 wurde neben der historischen Stelle von der landeseigenen L-Bank der neue Friedrichsbau an der verbreiterten Friedrichstraße errichtet. Er beherbergte bis 2014 neben Büros, Läden und Restaurants auch das Varieté.

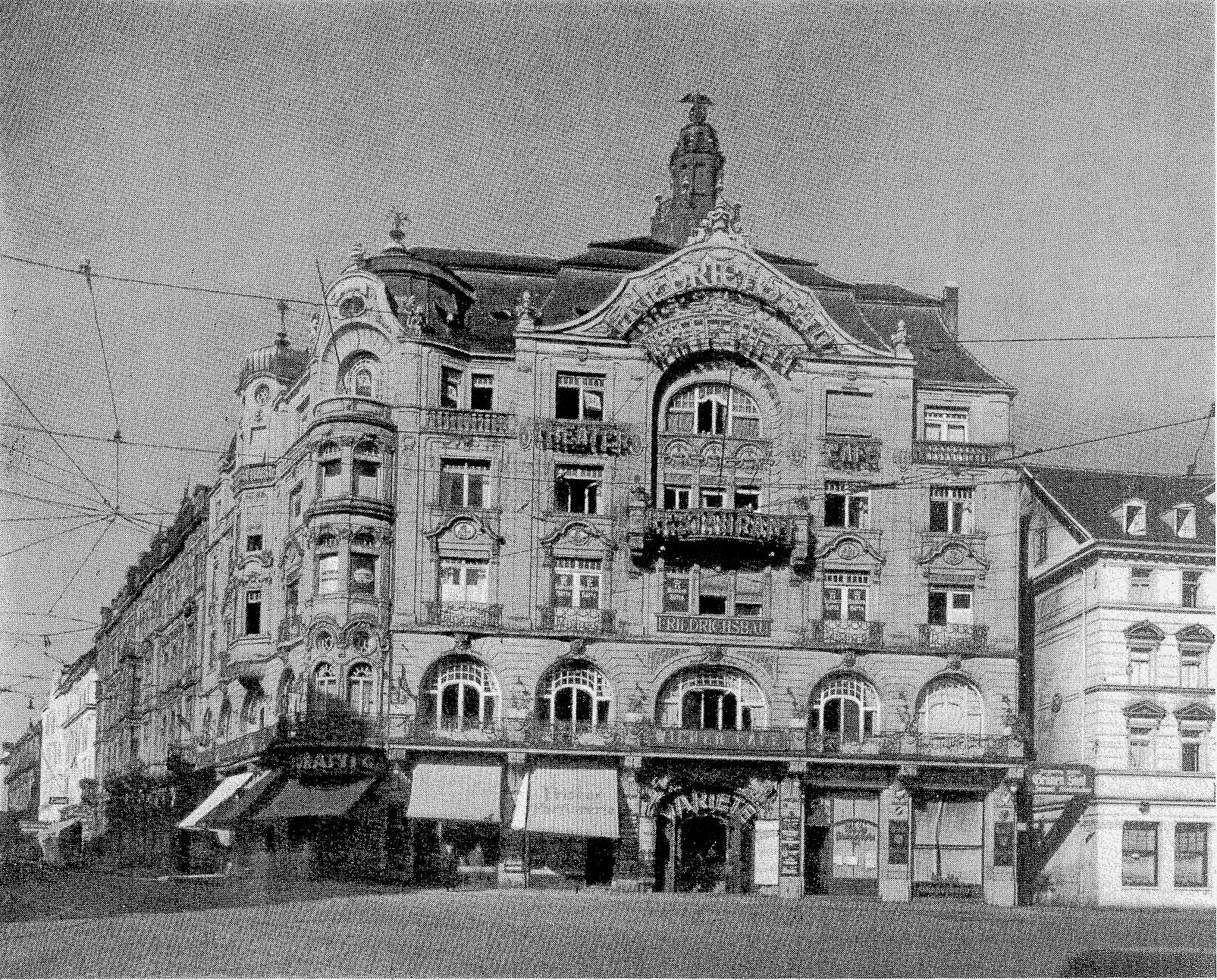
Friedrichsbau um 1900
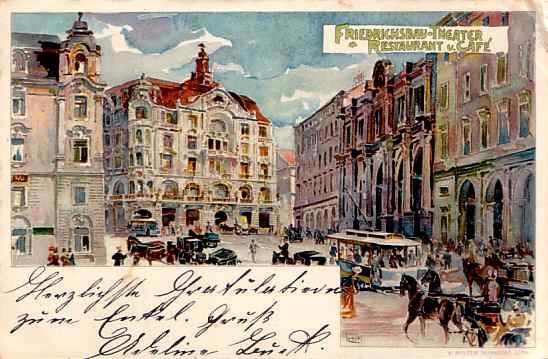
Friedrichsbau-Theater 1903
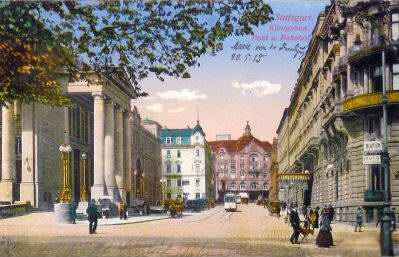
Blick vom Schlossplatz zum Friedrichsbau-Theater 1915
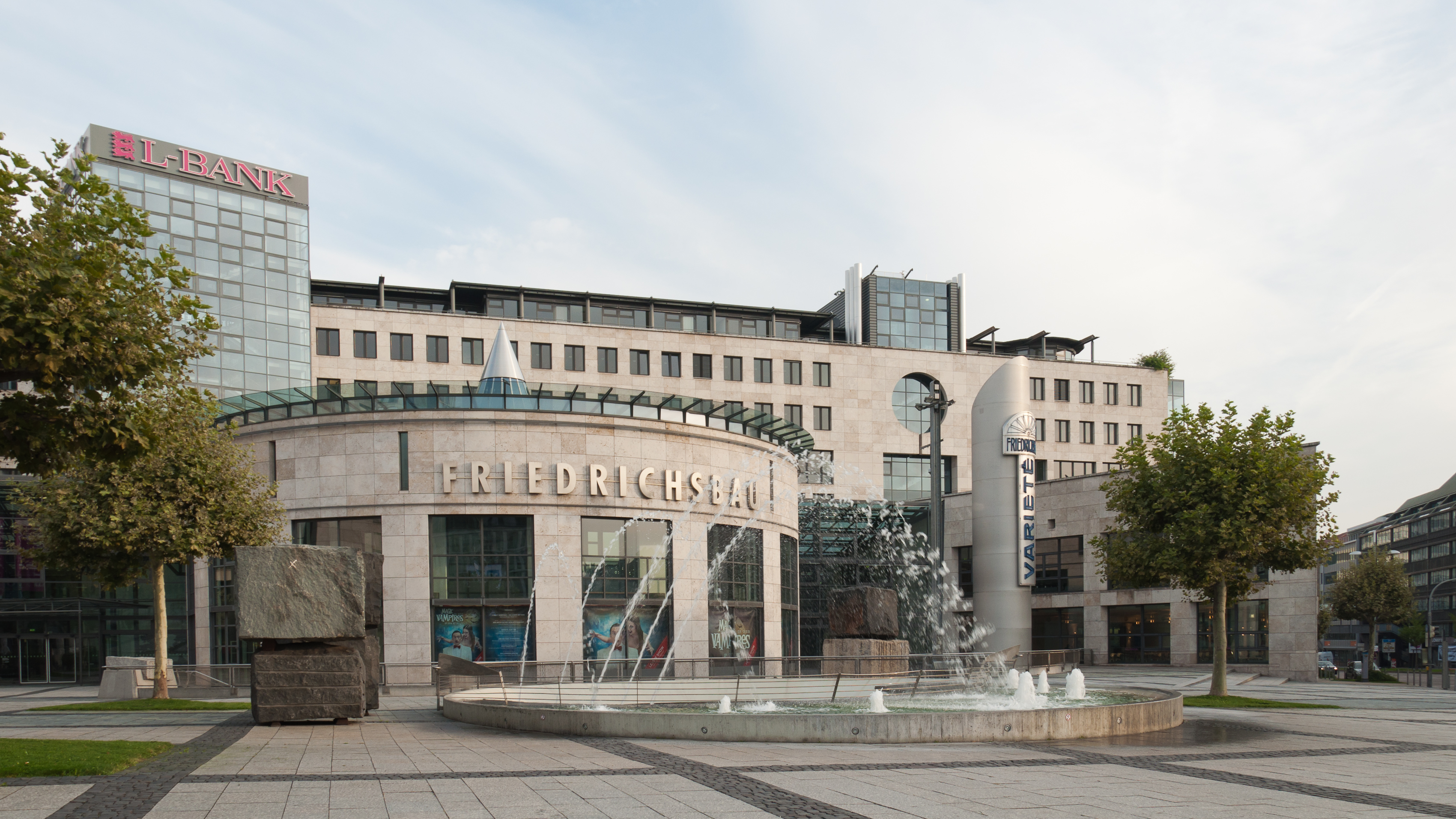
Friedrichsbau 2013 mit Friedrichsbau-Varieté

## Friedrichsbau-Varieté
Im Jahr 1900 war im alten Friedrichsbau das Friedrichsbau-Theater eröffnet worden. Dessen erster Leiter war Martin Klein. 1901 übernahm Ludwig Grauaug die Intendanz. In den 1920er und 1930er Jahren traten internationale Stars wie Grock, Josephine Baker, Charlie Rivel, Karl Valentin und Marita Gründgens im Friedrichsbau Theater auf. Zwischen 1931 und 1933 wurde das Theater umgebaut. 1933 sah sich Grauaug als Jude gezwungen, Stuttgart zu verlassen. Unter der Intendanz von Emil Neidhard übernahm bei der Wiedereröffnung Willy Reichert 1933 die künstlerische Leitung des Theaters. Zusammen mit Oscar Heiler trat er regelmäßig im Friedrichsbau Theater auf. Die von beiden verkörperten schwäbischen Figuren Häberle und Pfleiderer sind eng mit dem Friedrichsbau-Theater verbunden.
Im neuen Friedrichsbau wurde 1994 das Friedrichsbau-Varieté eröffnet, das Platz für 369 Gäste bot. Erste Geschäftsführerin wurde Gabriele Frenzel. Der Direktor des Circus Roncalli, Bernhard Paul, wurde zum künstlerischen Leiter berufen.

Zum 31. Januar 2014 kündigte der bisherige Sponsor und Eigentümer L-Bank den Mietvertrag. Daraufhin ließ das Varieté mit Unterstützung der Stadt Stuttgart ein neues Gebäude auf dem Pragsattel bauen.

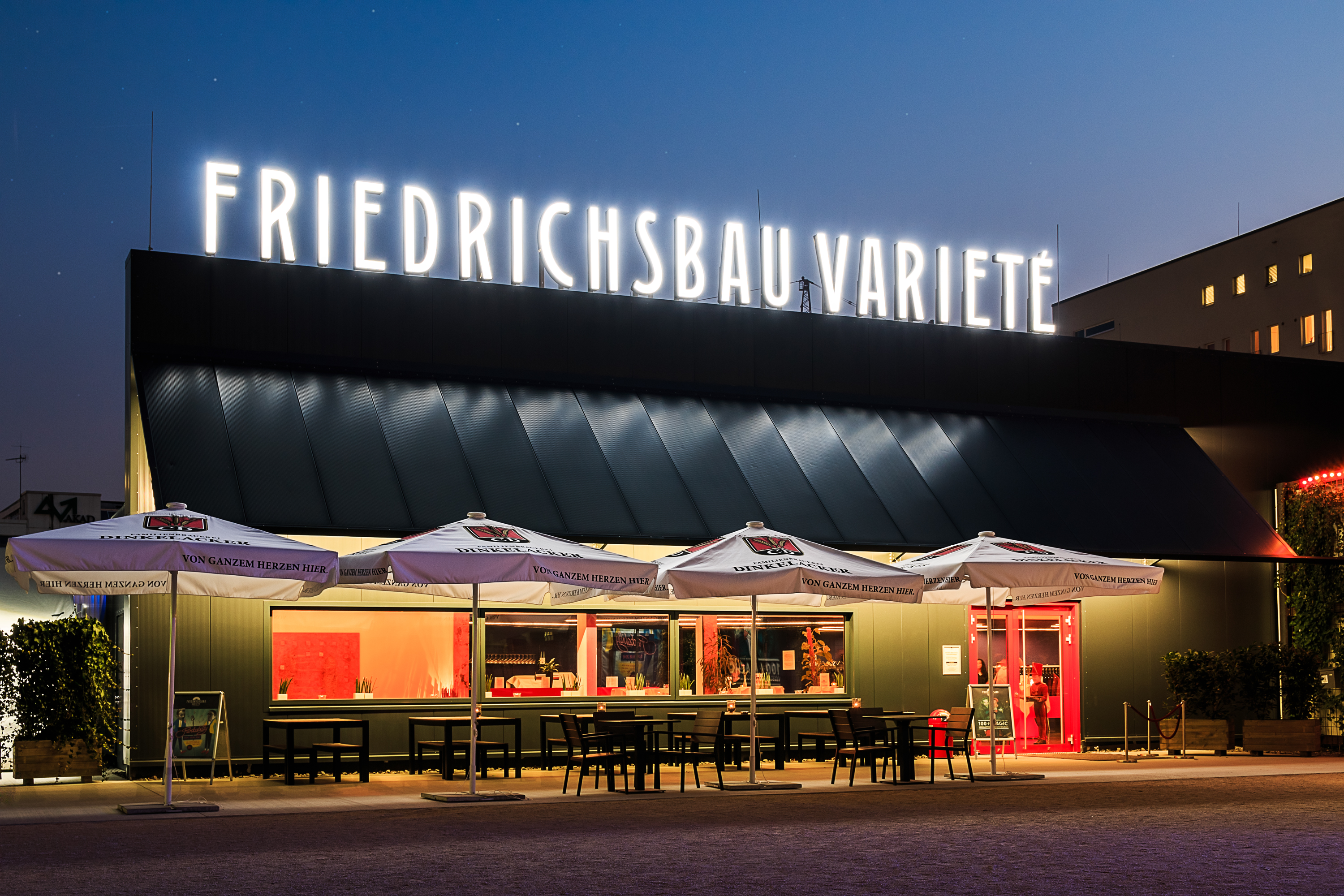
Das neue Friedrichsbau-Varieté auf dem Pragsattel

Am 24. Februar 2014 feierte das Varieté den 20. Geburtstag. Zu diesem Zeitpunkt hatten über 1.900.000 Menschen  das Friedrichsbau Varieté besucht und um die 1.700 Künstler waren in 6.605 Vorstellungen aufgetreten. Am 4. Dezember 2014 wurde das neue Theater mit der Show Celebrating THE KING mit 282 Plätzen eröffnet. Das Friedrichsbau-Varieté begrüßte am 1. Juni 2016 seine 2 Millionste Besucherin.
Die künstlerischen Darbietungen reichen von Kabarett und Comedy, bis hin zu Artistik, Burlesque und Zauberkunst. Neben wiederkehrenden Gastspielen werden jährlich bis zu vier Eigenproduktionen aufgeführt.